# Serafim Vieira
Serafim da Araújo Vieira é um ciclista português que nasceu em Penha Longa, Marco de Canaveses no dia 7 de Novembro de 1966.
Abandonou o ciclismo profissional em 1997. 

## Palmares
1 etapa Grande Prémio Jornal de Notícias (87)
1 etapa Grande Prêmio Torres Vedras-Troféu Joaquim Agostinho (87)
3 etapas Volta a Portugal ('87)
2 etapas Volta ao Algarve em Bicicleta  ('89) 
2 etapas Grande Prémio Internacional Costa Azul ('87)
2x Campeão nacional ciclismo de estrada ('88, '87)
Vencedor clássica Lisboa - Porto (89)
Vencedor Circuito do Cadaval (88)
1 etapa + geral GP Macau (88)
Vencedor Circuito de Pereiro (88)
2 etapas Grande Prémio Jornal O Jogo (92)
Geral Grande Premio cidade Maia (95)
Vencedor Criterium Casais de São Lourenço (95)
1 etapa GP Lixo Reciclado (96)
1 etapa Grande Premio cidade Maia (96)
2º classificado na etapa 3 Tour do Luxemburgo Ronde van Luxemburg (92)
2º General Classificação Grande Premio cidade do Porto (93)
Classificação geral do Combinado Volta a Portugal (87)

Louletano-Vale do Lobo

1 etapa GP Aveiro - Aveiro (86)

## Equipas que representou
- Sporting
- Louletano-Vale do Lobo
- Sicasal-Acral
- LA Alumínios-Pecol